# Únějovice
Únějovice é uma comuna checa localizada na região de Plzeň, distrito de Domažlice.